# Rapidash
Rapidash (japanski: ギャロップ Gyaroppu) jedan je od 1025 fiktivnih vrsta Pokémona iz medijske franšize Pokémon, skupa Pokémon videoigara, animiranih serija, manga stripova, knjiga, igraćih karata i drugih medija kojima je tvorac Satoshi Tajiri. Svrha je Rapidasha u videoigrama, animiranoj seriji i manga stripovima, kao i svrha ostalih Pokémona, borba s divljim Pokémonima – neukroćenim stvorenjima koje igrači i likovi pronalaze dok kreću na razne avanture – i pripitomljenim Pokémonima drugih Pokémon trenera.

## Etimologijaimena
Ime Rapidash kombinacija je engleskih riječi "rapid" = ubrzan, i "dash" = nalet. Obje riječi odnose se na njegovu veličanstvenu brzinu. Njegovo ime sadrži i englesku riječ "ash" = pepeo, koja se odnosi na njegov Vatreni tip Pokémona.

## Pokédex podaci
- Pokémon Red/Blue: Veoma natjecateljski raspoložen, ovaj će Pokémon trčati za svime što se kreće brže od njega samog u nadi da će to i dostići.
- Pokémon Yellow: Jednostavno obožava trčati. Ako ugleda nešto što se kreće brže od njega samog, potrčat će za istim punom brzinom.
- Pokémon Gold: Tijekom punog galopa, njegova kopita jedva dodiruju tlo jer trči tako nevjerojatnom brzinom.
- Pokémon Silver: S nevjerojatnim ubrzanjem, dostiže svoju punu brzinu od 240 km/h nakon samo deset koraka.
- Pokémon Crystal: Obožava galopirati. Što brže trči, uvinuti plamenovi njegove grive postaju dulji.
- Pokémon Ruby/Sapphire: Rapidasha je moguće vidjet dok opušteno kaska kroz polja i ravnice. Ipak, ako ovaj Pokémon postane ozbiljan, njegova vatrena griva rasplamsa se dok trči brzinom od 240 km/h.
- Pokémon Emerald: Obično opušteno kaska kroz polja i ravnice. No, kada jednom postane ozbiljan, njegova se vatrena griva rasplamsa dok galopira dostižući brzinu od 240 km/h.
- Pokémon FireRed: Sposoban je galopirati punom brzinom od 240 km/h. Trči brzinom vlakova velikih brzina.
- Pokémon LeafGreen: Veoma natjecateljski raspoložen, ovaj će Pokémon trčati za svime što se kreće brže od njega samog u nadi da će to i dostići.
- Pokémon Diamond: Galopira brzinom od gotovo 240 km/h. Dok mu griva podivljalo gori, trči brzinom strijele.
- Pokémon Pearl: Ima nevjerojatno ubrzanje. Iz mirovanja sposoban je razviti svoju punu brzinu u samo deset koraka.

## U videoigrama
Rapidasha igrač može razviti iz Ponyte na 40. razini, no može ga pronaći i u divljini. U Pokémon Gold, Silver i Crystal igrama, Rapidash se nalazi na Planini Silver i na Stazi 28. U Pokémon FireRed i LeafGreen igrama, može ga se pronaći izvan Planine žara i na Zapaljenoj stazi. U Pokémon XD: Gale of Darkness, može ga se uhvatiti na otoku Citadark.
Po pitanju statistika, Rapidash se ističe svojim Attack i Speed statusom. 
Osim Chimcharova evolucijskog lanca, Ponyta i Rapidash jedini su Vatreni Pokémoni u Pokédexu igara Diamond i Pearl. 

## Tehnike
| Prirodne tehnike                | Prirodne tehnike | Prirodne tehnike |
| ------------------------------- | ---------------- | ---------------- |
| Tehnika                         | Vrsta tehnike    | Razina           |
| Brzi napad (Quick Attack)       | Normalni         |                  |
| Mega rog (Megahorn)             | Buba             |                  |
| Otrovni ubod (Poison Jab)       | Otrovni          |                  |
| Obaranje (Tackle)               | Normalni         |                  |
| Režanje (Growl)                 | Normalni         |                  |
| Zamah repom (Tail Whip)         | Normalni         |                  |
| Žeravica (Ember)                | Vatreni          |                  |
| Topot (Stomp)                   | Normalni         |                  |
| Vatreni vrtlog (Fire Spin)      | Vatreni          |                  |
| Rušenje (Take Down)             | Normalni         |                  |
| Okretnost (Agility)             | Psihički         |                  |
| Vatrena eksplozija (Fire Blast) | Vatreni          |                  |
| Bijesni napad (Fury Attack)     | Normalni         | 40               |
| Odskok (Bounce)                 | Leteći           | 49               |
| Vatreni juriš (Flare Blitz)     | Vatreni          | 58               |

## Statistike
| HP:      | 65  |  |
| Attack:  | 100 |  |
| Defense: | 70  |  |
| Special: | 80  |  |
| SpAtk:   | 80  |  |
| SpDef:   | 80  |  |
| Speed:   | 105 |  |

Statistika Special korištena je samo tijekom prve generacije; kasnije je podijeljenja na Special Attack i Special Defense statistike.

## U animiranoj seriji
U epizodi 33 ("The Flame Pokémon-athon"), Ponyta na kojoj je Ash jahao dok je prisustvovao utrci razvila se u Rapidasha, pobijedivši u utrci za nekoliko centimetara trčeći 100 km/h. U ovoj je epizodi dokazano da i Rapidash može kontrolirati svoju plamenu grivu, te odabrati hoće li opeći osobu koja ga jaše svojom grivom. 
U epizodi 65 ("Holiday Hi-Jynx"), Djed Božićnjak koristi Rapidasha umjesto sobova kako bi pokrenuo svoje saonice (s dolaskom novih Pokémona, ovu je ulogu preuzeo Stantler koji više nalikuje sobovima). 
Rapidash se pojavio i u filmu Mewtwo Strikes Back i Mewtwo Returns. U prvom filmu, jedan od tri trenera koji uspijevaju doći do otoka na kojem se nalazi Mewtwo ima Rapidasha. Nakon dolaska, Rapidash biva kloniran, a isti klon pojavio se kasnije u filmu Mewtwo Returns.